# Parque Nacional de Santa Teresa

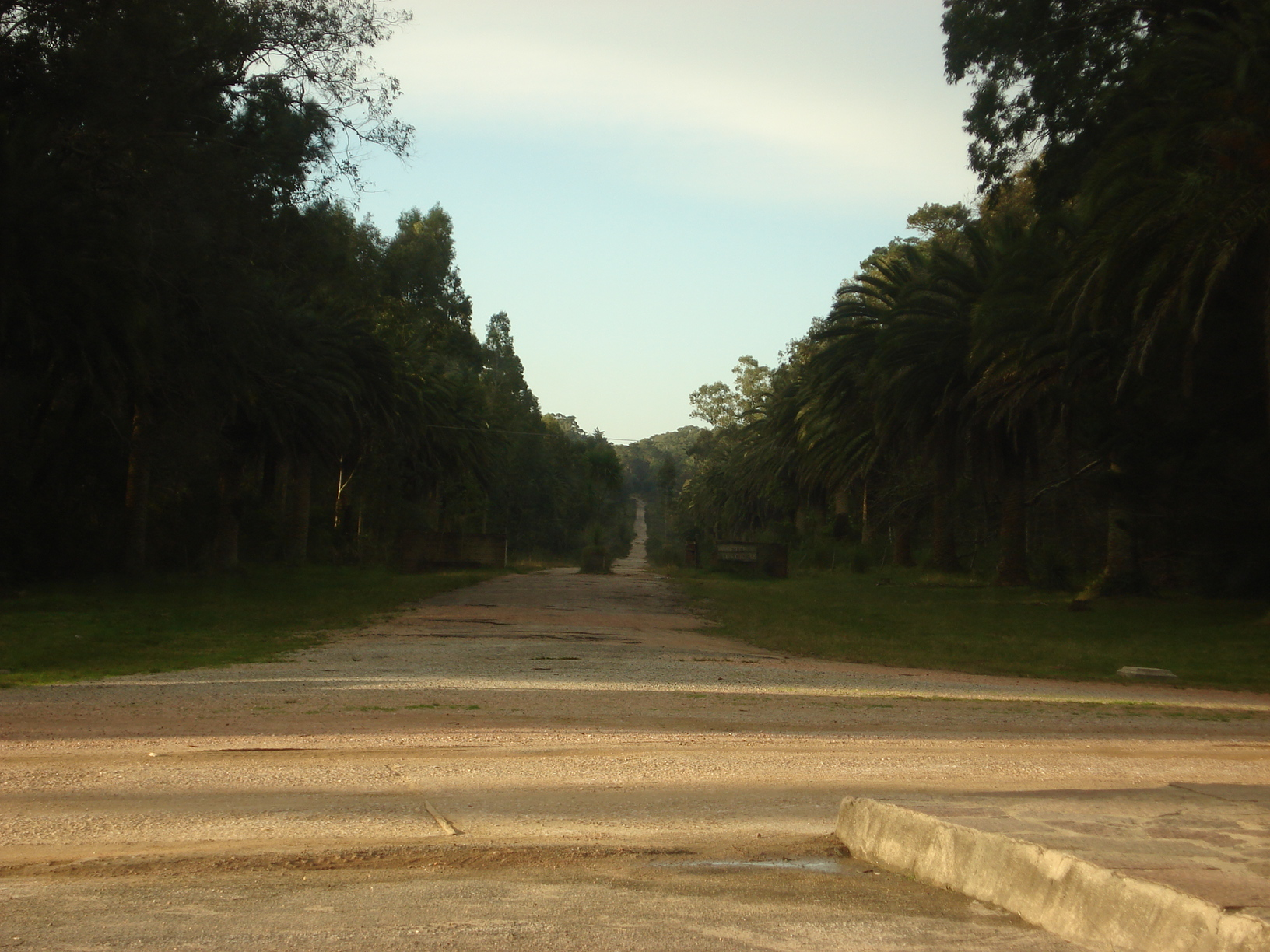
Estrada no Parque Santa Tereza

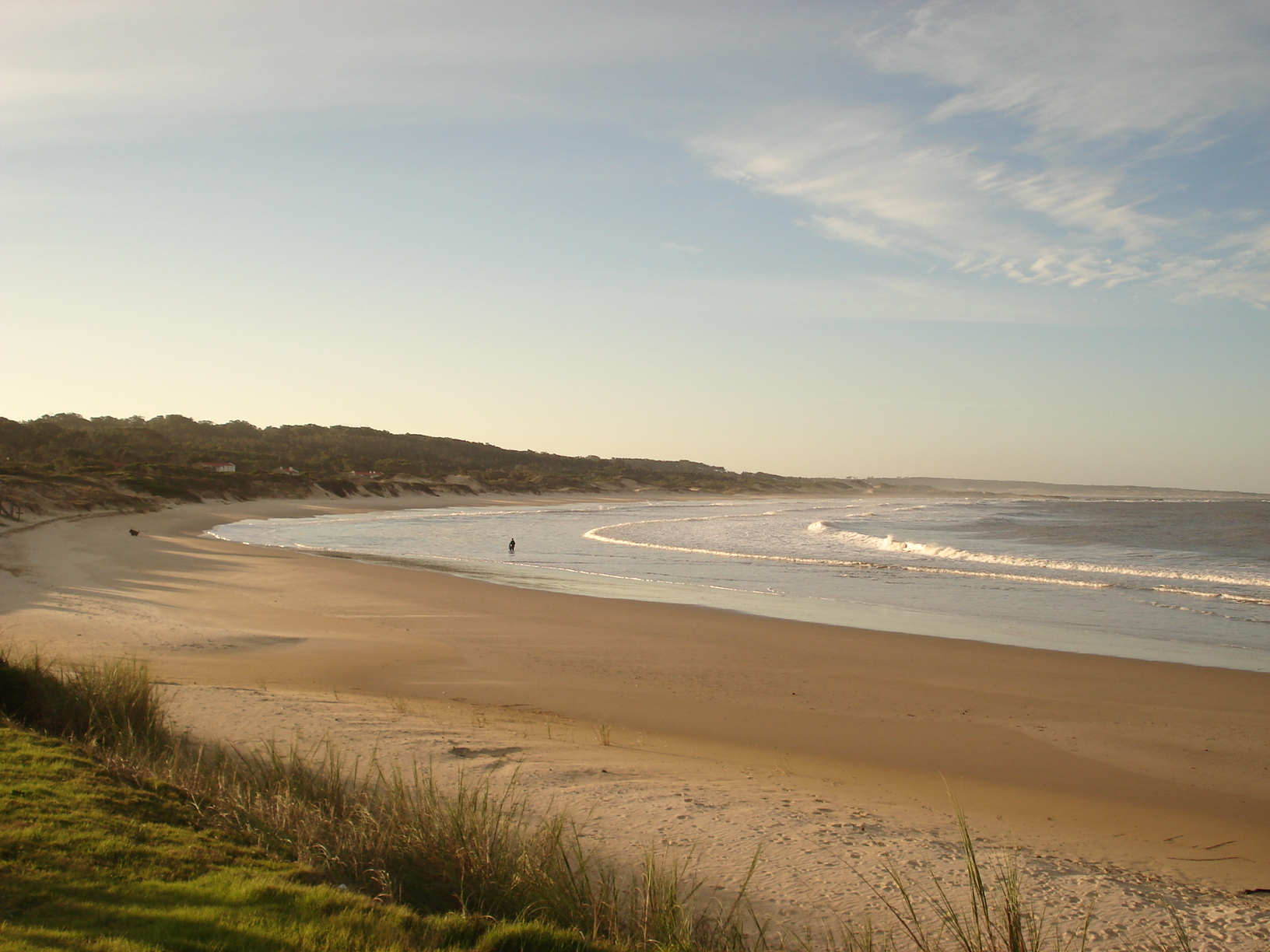
Praia no Parque Santa Tereza

O Parque Nacional de Santa Teresa localiza-se no Departamento de Rocha, no Uruguai.
Conta com uma área de 3.000 hectares e mais de dois milhões de árvores. Embora a região de Rocha seja caracterizada por grandes dunas, o projeto de Santa Teresa optou por um reflorestamento em um critério mais amplo, utilizando-se não só exemplares da flora nativa do Uruguai mas também exótica.
Bem cuidado e limpo, zeloso com o meio-ambiente, o parque teve inaugurado recentemente o roseiral mais importante do país, com mais de 330 diferentes espécies.
O visitante conta com áreas de acampamento, providas com todas as comodidades. Destacam-se mais de 60 km de trilhas, quatro grandes praias com formações rochosas e pesca abundante, o conjunto da Fortaleza de Santa Teresa e outros, com destaque para um museu dedicado ao trabalho do historiador Horacio Arredondo na recuperação das fortificações da região.